# ОШ „Десанка Максимовић” Зајечар
43° 54′ 07″ С; 22° 16′ 34″ И / 43.90184° С; 22.27605° И
ОШ „Десанка Максимовић” у Зајечару је једна од установа основног образовања на територији града Зајечара. Основана 1830. године, школа је још неколико пута мењала свој назив, да би садашње име добила 1993. године.

## Историјат школе
Тадашња Основна правитељствена-државна школа у Зајечару почела је са радом на месту данашње црквене порте, где се налазила „деда Јованова кућа”, са петнаестак ђака. Основну школу су похађала мушка и у незнатном броју женска деца. Почетком школске 1904/05. године, ђаци су наставили образовање у новој згради недалеко од Саборне цркве Рођења Пресвете Богородице, под називом Основна мушка школа.
У току школске 1951/52. године, спајањем четвороразредне школе са нижим разредима гимназије образоване су две основне школе у осмогодишњем трајању, да би данашња школа понела је назив Осмогодишња школа број 1. Од 1953. до 1993. године школа добија назив по имену народног хероја, родом из околине Кутине (Хрватска), Миленка Брковића Црног, а од 1993. школа носи име српске песникиње Десанке Максимовић. 

## Школа данас
Школу је у школској 2015/2016. години похађати 523 ђака, који су распоређени у 20 одељења од 1. до 8. разреда, и 27 предшколаца у две предшколске групе, а од школске 2014/2015. године школа пружа услуге продуженог боравка у виду Креативног кутка у којем ученици нижих разреда могу да после наставе квалитетно и садржајно проводе своје време играјући се, одмарајући се или учећи уз помоћ учитеља и наставника школе, који овај посао раде волонтерски. У школи ради 13 секција и 5 ученичких организација, књижни фонд школске библиотеке се из године у годину увећава, школа има и свој школски бенд „Рок Ћира и рок Спира”, а Драмска дружина школе сваке године има запажене и награђиване наступе, како у школи тако и ван ње. 

## Награде и признања
Запажени су резултати које ученици постижу на Завршном испиту и на такмичењима сваке школске године, ту су бројне награде које освајају школа и њени ученици, нарочито Светосавска награда за најбољу школу у Србији, јануара 2008. године, и Светосавска награда најбољем ученику у Србији Бојану Рошку, јануара 2009. године.